# Альдашла
Альдашла́ (Алдашла́; баш. Алдашлы) — река в России, протекает по Гафурийскому району Башкортостана. Устье реки находится в 4,6 км от устья реки Уя по правому берегу. Длина реки составляет 11 км.
Впадает в Ую к югу от крупного селения Саитбаба. Высота устья — 150,3 м над уровнем моря.

## Данные водного реестра
По данным государственного водного реестра России относится к Камскому бассейновому округу, водохозяйственный участок реки — Белая от города Стерлитамак до водомерного поста у села Охлебино, без реки Сим, речной подбассейн реки — Белая. Речной бассейн реки — Кама.
Код объекта в государственном водном реестре — 10010200712111100018951.